# 山田清重
山田 清重（やまだ きよしげ、天保12年7月（1841年） - 没年不明）は、日本の建築技師。東京府の平民。
明治4年12月（1872年）、開拓使等外二等。明治5年6月（1872年）等外一等。1874年（明治7年）9月十五等出仕。
1875年（明治8年）12月十四等出仕。1878年（明治11年）1月に九等属、1880年（明治13年）4月八等属、1881年（明治14年）3月免本官。
1882年（明治15年）8月からは皇居造営事務局雇、監材課に勤務、1884年（明治17年）5月に被免。